# الأب كريسماس (فلم 1991)
الأب كريسماس (بالإنجليزية: Father Christmas) فيلم رسوم متحركة بريطاني قصير إنتاج عام 1991 من بطولة ميل سميث في دور الأب كريسماس. تم إنشاء القصة للقناة الرابعة وتم بثها لأول مرة ليلة عيد الميلاد عام 1991 في بريطانيا، وهي عبارة عن اقتباس من كتابين من تأليف ريموند بريجز هي الأب كريسماس والأب كريسماس يذهب في عطلة، وهو ثاني تعديل متحرك لعمل بريجز المصنوع للقناة ، بعد فيلم الرسوم المتحركة القصير رجل الثلج عام 1982.